# لوهاژانگ
لوهاژانگ (به لاتین: Louhajang) یک منطقهٔ مسکونی در بنگلادش است که در ناحیه منشی‌گنج واقع شده‌است. لوهاژانگ ۱۳۰٫۱۲ کیلومتر مربع مساحت و ۱۵۹٬۲۴۲ نفر جمعیت دارد.